# Radosław Sajna-Kunowsky
Radosław Damian Sajna-Kunowsky, dawniej Radosław Damian Sajna (ur. 25 lipca 1976 w Bydgoszczy) – medioznawca, hispanista, doktor habilitowany nauk społecznych, profesor Uniwersytetu Kazimierza Wielkiego w Bydgoszczy. Od 1 października 2019 dyrektor Instytutu Komunikacji Społecznej i Mediów UKW. Członek Komitetu Nauk o Komunikacji Społecznej i Mediach Polskiej Akademii Nauk (w kadencji 2021–2022).

## Życiorys i działalność naukowa
Absolwent VI LO w Bydgoszczy. Ukończył studia licencjackie z języka hiszpańskiego oraz magisterskie studia dziennikarskie na Uniwersytecie Warszawskim. W maju 2005 zdobył doktorat na Wydziale Dziennikarstwa i Nauk Politycznych UW na podstawie dysertacji „Prasa hiszpańska i jej rola w kształtowaniu nowoczesnych regionalizmów” (promotor – Bartłomiej Golka). We wrześniu 2017 uzyskał na Uniwersytecie Wrocławskim stopień doktora habilitowanego w dziedzinie nauk społecznych, w dyscyplinie nauk o polityce, w specjalności komunikowanie polityczne, na podstawie dzieła „Media w Hispanoameryce w perspektywie komunikowania globalnego”. 
W październiku 2005 zatrudniony został, jako adiunkt, w nowo powstałym Uniwersytecie Kazimierza Wielkiego w Bydgoszczy. Po uzyskaniu habilitacji, 1 listopada 2017 został kierownikiem Katedry Dziennikarstwa, Nowych Mediów i Komunikacji Społecznej. Od kwietnia 2019 r. zatrudniony jest na stanowisku profesora uczelni, a 1 października 2019 objął stanowisko dyrektora Instytutu Komunikacji Społecznej i Mediów, powstałego w ramach restrukturyzacji uczelni.
W swoich pracach badawczych zajmuje się problemami komunikowania masowego, politycznego, międzynarodowego oraz globalnego, w tym systemami medialnymi, ale także wybranymi problemami reklamy i promocji. Jest autorem m.in. pierwszych w Polsce monografii na temat mediów w Hiszpanii (2006) i Hispanoameryce (2013) oraz pionierskiego studium interdyscyplinarnego pt. „Internet, genealogia i genetyka na przykładzie rodu Kunowskich h. Nałęcz” (2021). Uczestniczy w wielu międzynarodowych i krajowych konferencjach naukowych (wygłaszał referaty m.in. podczas globalnych konferencji IAMCR w: siedzibie UNESCO w Paryżu (2007), Universidad Nacional Autónoma de México (2009), Universidade do Minho w Bradze (2010), Dublin City University (2013) czy Université du Québec à Montréal (2015)). Wygłaszał też gościnne wykłady na uczelniach zagranicznych, a w 2013 zatrudniony był jako niezależny ekspert Komisji Europejskiej w ramach 7. Programu Ramowego w zakresie badań i rozwoju technologicznego Unii Europejskiej. 
Jest członkiem założycielem International Environmental Communication Association, a także członkiem innych stowarzyszeń naukowych, w tym Polskiego Towarzystwa Komunikacji Społecznej oraz Bydgoskiego Towarzystwa Naukowego (w zarządzie, jako sekretarz generalny, w latach 2008–2012).

## Wybrane publikacje

### Książki: monografie
Źródło: 
- 2006: Media hiszpańskie. Od „Gazety Madryckiej” do latynoskiej teleSUR
- 2008: Kolory, zwierzęta, tańce... Niesamowity świat niewerbalny w reklamach telewizyjnych (ujęcie globalne)
- 2011: Europa multimedialna. Od 'Acta Diurna' do Europa.eu
- 2013: Media w Hispanoameryce w perspektywie komunikowania globalnego
- 2019: Media, polityka i sport. Od idei olimpijskiej i fair play do idei ekologicznych i sportowej rewolucji cyfrowej
- 2021: Internet, genealogia i genetyka na przykładzie rodu Kunowskich h. Nałęcz[6][7][8]
- 2023: National Geographic - globalna marka multimedialna i misja ochrony planety[14][15]

### Artykuły naukowe
Źródło: 
- 2005: Telewizja w Hiszpanii – tendencje ogólne i wymagania rynku, „Studia Medioznawcze”, nr 4
- 2007: La ideología liberal y los medios de comunicación en Polonia: Varios aspectos de la transición poscomunista, "Estudos em Comunicação / Communication Studies", nr 2
- 2012: Planet Earth on the Eve of the Copenhagen Climate Conference 2009: A Study of Prestige Newspapers from Different Continents, "Observatorio", vol.6 – nº2
- 2013: Digital Divide, Global Communication Order and Media Development: Newspapers Online from Different Continents, „Transformacje / Transformations – An Interdisciplinary Journal”
- 2014: Telewizja publiczna w Ameryce Łacińskiej – dylematy i perspektywy, „Studia Medioznawcze”, nr 2(57) 2014; English version: Public television in Latin America, „Media Studies”, nr 2(57)
- 2017: The media decentralization as a basis for resistance against hegemony: the cases of Poland, Spain and Mexico, „Transformacje / Transformations – An Interdisciplinary Journal”, 3–4 (94–95)
- 2018: Branding Rio, Brazil and the environment: A global media coverage of the 2016 Summer Olympics opening ceremony, „Observatorio”, vol. 12 – no 2 (artykuł opublikowany również w bazie Olympic World Library – The Olympic Studies Centre, Lozanna – Szwajcaria[16])
- 2018: Promocja miasta, państwa i idei – „zielona” ceremonia otwarcia IO Rio 2016 w przekazach medialnych na świecie, „Zeszyty Naukowe KUL”, 60/2018, nr 2/242
- 2021: Global Communication and Sustainable Development: From the Earth Summit in Rio 1992 to the Olympic Games in Rio 2016 (w: „The Palgrave Handbook of International Communication and Sustainable Development”, eds. M.J. Yusha’u & J. Servaes, Palgrave Macmillan, Cham, Switzerland 2021)[17]
- 2023: Information architecture on the websites of major American political parties: Qualitative-heuristic assessment and comparative analysis, "Journal of Information Science" 2023[18]

## Życie prywatne
Jest synem Grażyny i Mariana Sajny – byłego dyrektora VI LO w Bydgoszczy oraz Wydziału Edukacji Urzędu Miasta Bydgoszczy. Jego wujkiem był biskup Jan Zaręba, uczestnik Soboru watykańskiego II.
W 2020 zmienił nazwisko na Sajna-Kunowsky, dokumentując, że jego rodzina w linii ojcowskiej pochodzi z wielkopolskiego rodu szlacheckiego Kunowskich h. Nałęcz (z linii brandenburskiej-protestanckiej, zapoczątkowanej przez Samuela Kunowsky'ego - syna husarza Jana Kunowskiego).
Mąż Pauliny Sajny-Kosobuckiej, dziennikarki i architekta informacji, doktorantki UMK w Toruniu.